# Jacopo di Cione

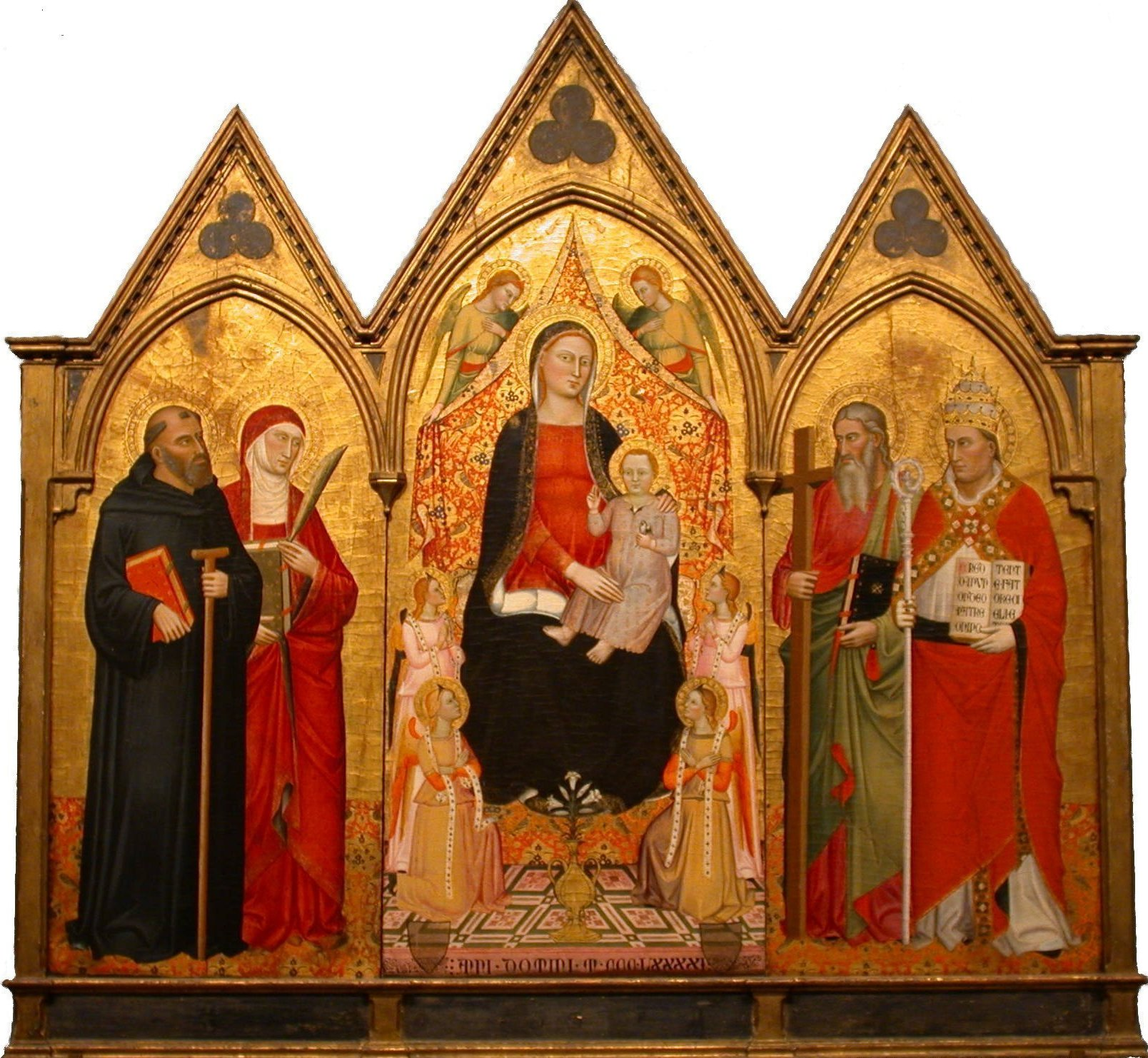
Madonna y el Niño con Santos, témpera y oro sobre tabla de Jacopo di Cione, 1391, Museo de Arte de Honolulu. Tríptico originariamente colgado en la Iglesia de San Lorenzo, en Florencia. Los cuatro santos podrían representar (de izquierda a derecha) a Santa Amada, Santa Concordia, San Andrés y San Marcos Papa, cuyas reliquias se encuentran en San Lorenzo.

Jacopo di Cione (c. 1325 – después de 1390) fue un pintor del gótico italiano en la República de Florencia.

## Vida y carrera
Nacido en Florencia entre 1320 y 1330, estuvo estrechamente vinculado a sus tres hermanos mayores Andrea di Cione di Arcangelo (llamado Orcagna), Nardo di Cione y Matteo di Cione. Los cuatro hermanos di Cione trabajaron juntos con frecuencia. Jacopo vivió en el barrio de Santa María Novella y, posteriormente, en el barrio de San Lorenzo.
En 1366-68 Jacopo trabajó en una gran sala en el Palazzo dell'Arte dei Giudici e Notai de Florencia, de la que se conserva un retablo con la Crucifixión en la National Gallery de Londres. Tras la muerte de Andrea en 1368, Jacopo se hizo cargo de algunos de los encargos de su hermano, como la terminación de un cuadro de la Virgen y el retablo de San Mateo, ambos para la Iglesia de Orsanmichele, en Florencia. Se matriculó en el Arte dei Medici e Speziali en 1369, y fue uno de los cónsules de la corporación en los años 1384, 1387 y 1392.
Jacopo también colaboró regularmente con el pintor Niccolò di Pietro Gerini. En 1370-71 hicieron el políptico para el altar mayor de la iglesia de San Pedro Mayor (Florencia). A Niccolò se le pagó por el diseño general, mientras que Jacopo parece haber sido responsable de las narraciones. El retablo es uno de los más grandes realizados en la Florencia del siglo XIV y, probablemente, fue encargado por la familia Albizzi. Los doce paneles principales del retablo se encuentran en la National Gallery de Londres, pero las partes de la predela con escenas de la vida de San Pedro fueron dispersadas. Ambos pintores volvieron a colaborar en 1372-73 en el gran panel de la Coronación de la Virgen encargado por la casa de moneda de Florencia y en 1386 se les encargó un fresco de la Anunciación por el salón del consejo del Palazzo dei Priori de Volterra.
Entre 1378 y 1380 Jacopo trabajó en la Catedral de Florencia y también continuó suministrando mármol al taller de la catedral tras de la muerte de su hermano. Posteriormente, es probable que Jacopo se encargara del dorado de doce estatuas de mármol de la jamba del porche principal y que realizara otros trabajos en la catedral. En 1382 y 1385 hay constancia documental de que Jacopo trabajó en la Loggia dei Priori de Florencia, y en 1386 realizó cuatro paneles pintados para la oficina en Avignon del comerciante Francesco di Marco Datini de Prato. En 1391 Jacopo pintó el altar de la Iglesia de San Lorenzo en Florencia (actualmente depositadas en el Museo de Arte de Honlulu). Murió en Florencia, después del 2 de mayo de 1398 y antes de 1400.

## Galería

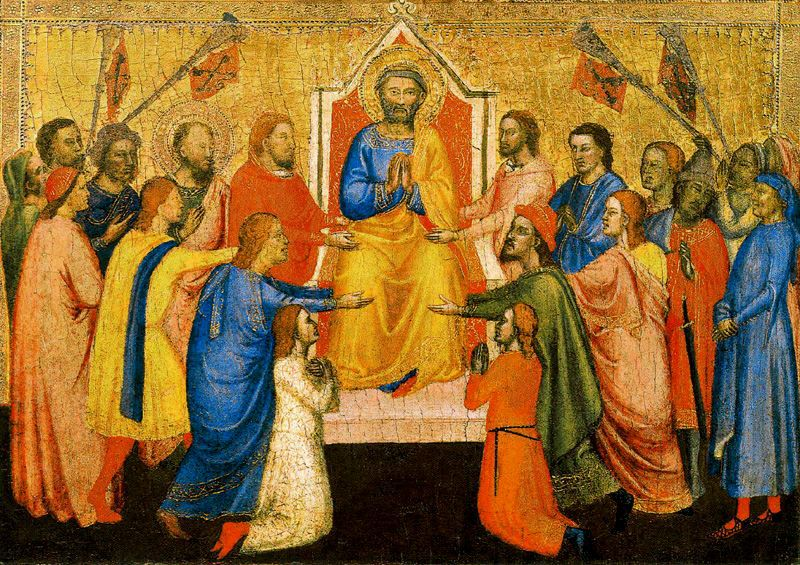
San Pedro entronizado entre San Pablo y los fieles, témpera sobre tabla de madera pintada por Jacopo di Cione, 1370-1, Museos Vaticanos
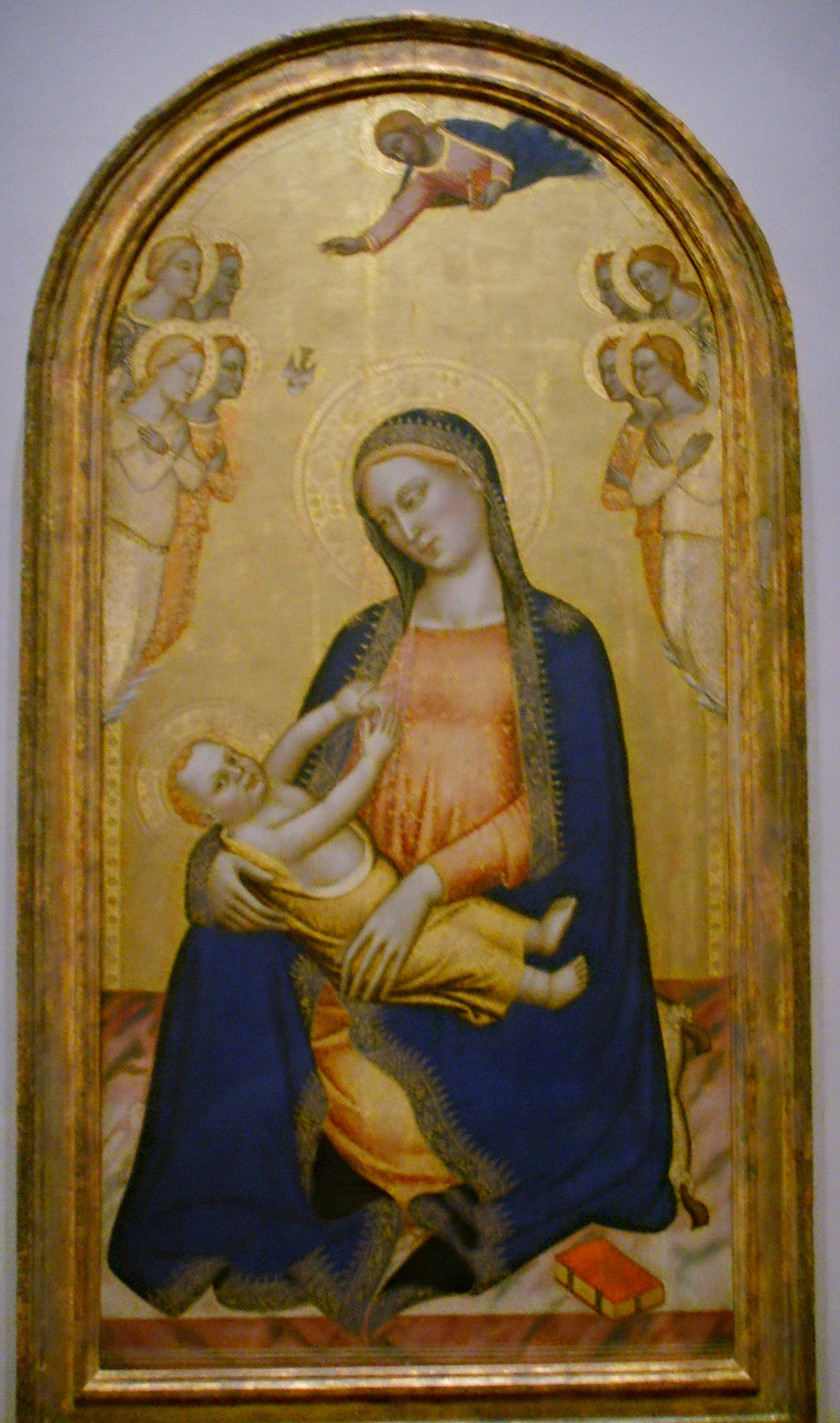
Madonna y el Niño con Ángeles, por Andrea Orcagna y Jacopo di Cione, c. 1317, Galería Nacional de Arte (Washington DC)
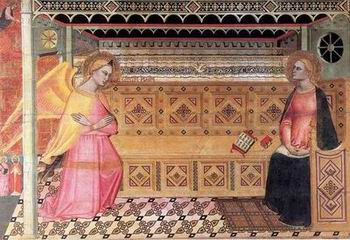
La Anunciación de Jacopo di Cione
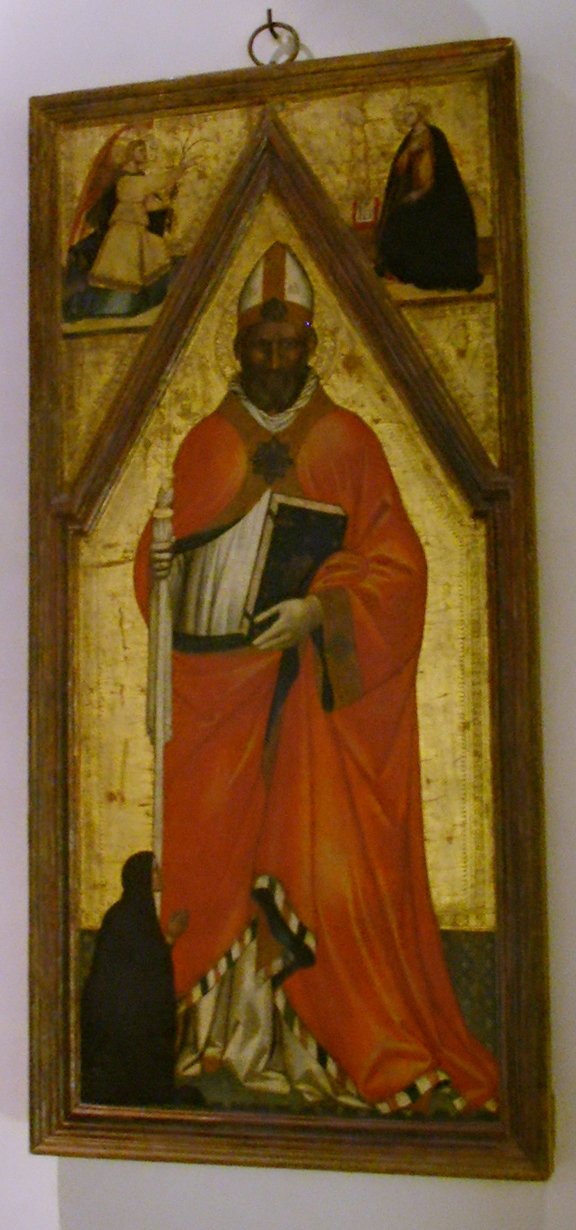
San Cenobio de Florencia y una devota, pintura de Jacopo di Cione
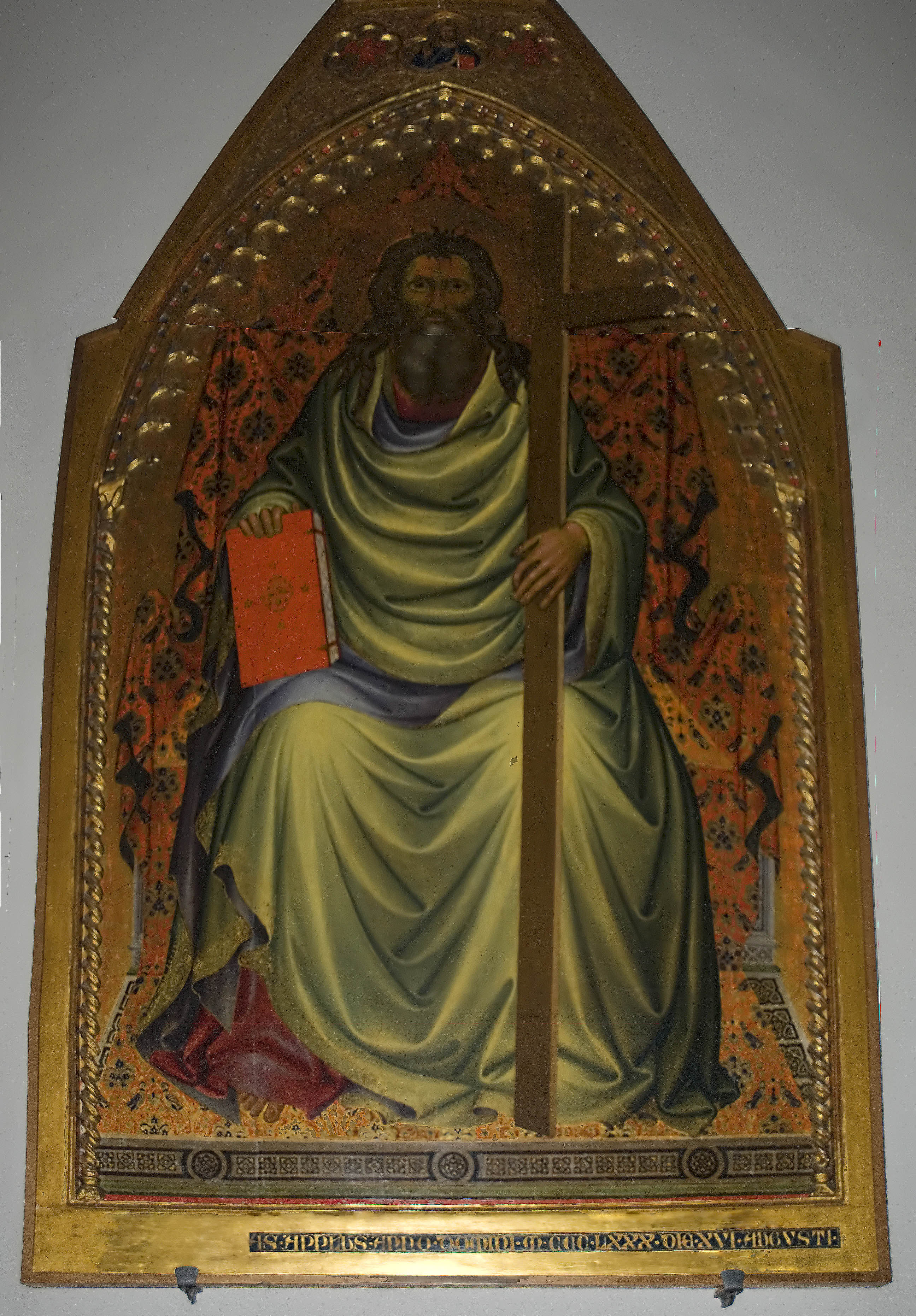
San Casciano in Val di Pesa por Giovanni del Biondo y Jacopo di Cione
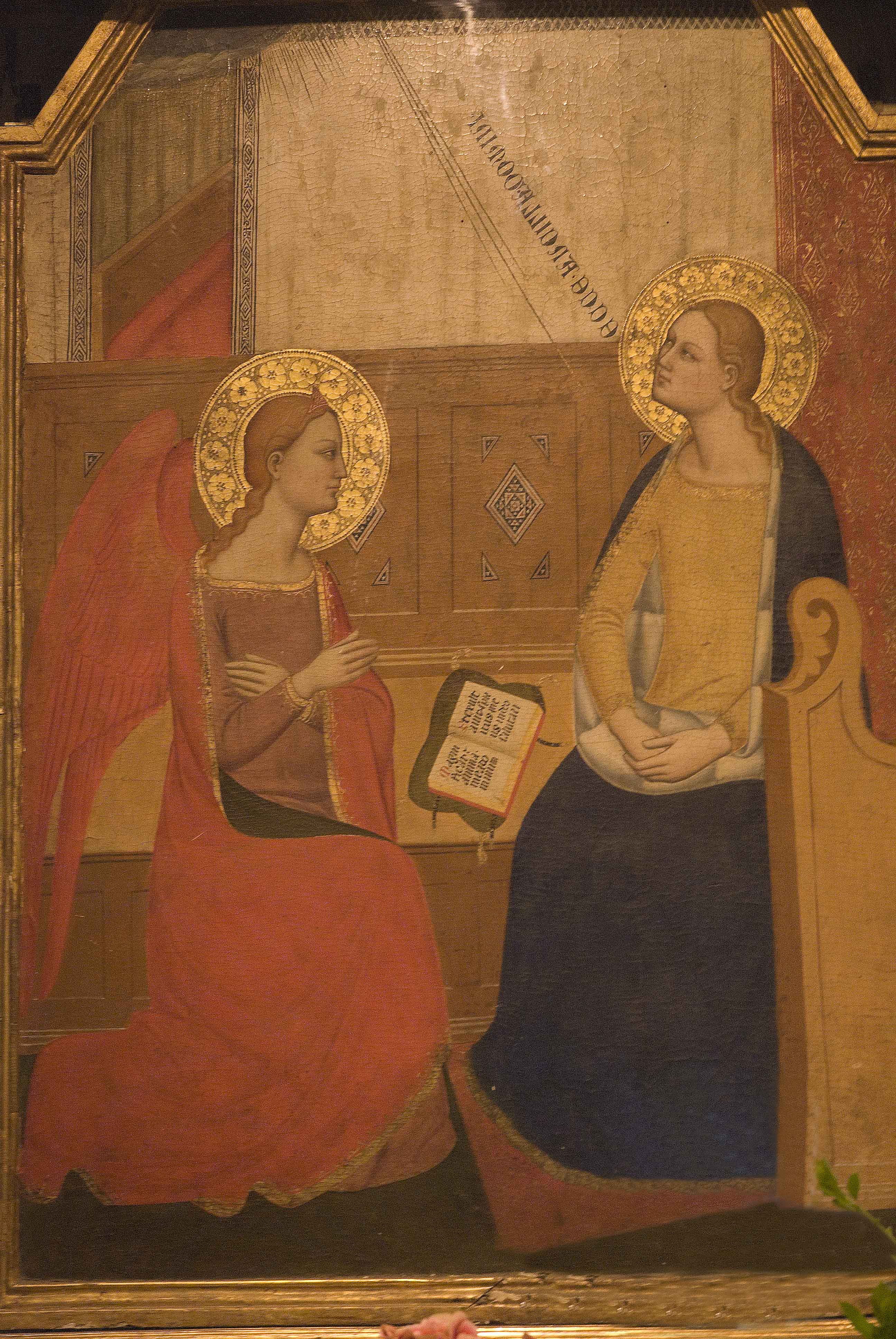
La Anunciación de Jacopo di Cione, con letras al revés